# Кучинскас, Леонас Юргевич
Леонас Юргевич Кучинскас — советский хозяйственный, государственный и политический деятель.

## Биография
Родился в 1902 году в Утенском районе. Член КПСС с 1926 года.
С 1915 года — на хозяйственной, общественной и политической работе. В 1915—1962 гг. — батрак, крестьянин, подпольный коммунистический деятель в Литве, секретарь Утенского укома КП(б) Литвы, инструктор ЦК КП(б) Литвы, участник Великой Отечественной войны, инструктор, ответорганизатор ЦК КП(б) Литвы, первый секретарь Шяуляйского укома КП(б) Литвы, секретарь Шяуляйского обкома КП Литвы, первый секретарь Шяуляйского райкома КП Литвы, член партийной комиссии при ЦК КП Литвы.
Избирался депутатом Верховного Совета Литовской ССР 2-4-го созывов.
Умер в Вильнюсе в 1983 году.